# Морж (город)
Морж (нем. , фр. и итал. Morges) — западный пригород Лозанны в Швейцарии, в кантоне Во, на берегу Женевского озера. Население насчитывает 14 тыс. жителей.

## История
Замок Морж, вокруг которого вырос одноимённый город, заложил в 1286 году феодальный властитель Ваадта — Людовик Савойский. Он был построен за 5 лет и видел в своих стенах многих правителей Савойи. В 1536 году вместе с Лозанной был завоёван бернцами. С 1803 года замок служил арсеналом, с 1932-го открыт как военный музей. Также в Морже действует музей И. Я. Падеревского, который долгое время жил в этом городе.
Современный Морж — один из малых центров Швейцарской ривьеры.
Здесь родился первый канцлер Швейцарии Жан-Марк Муссон.

## Галерея

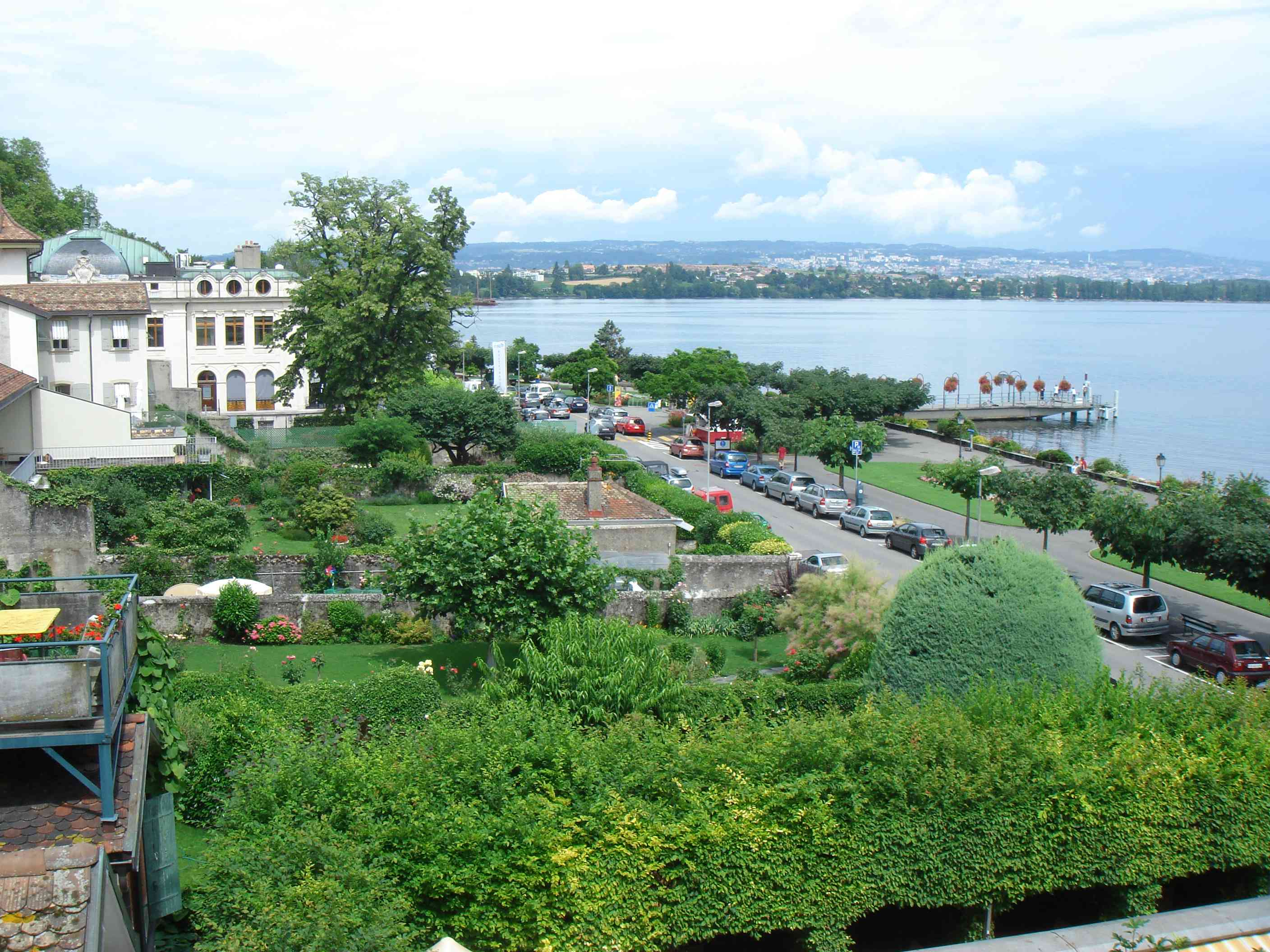
Набережная
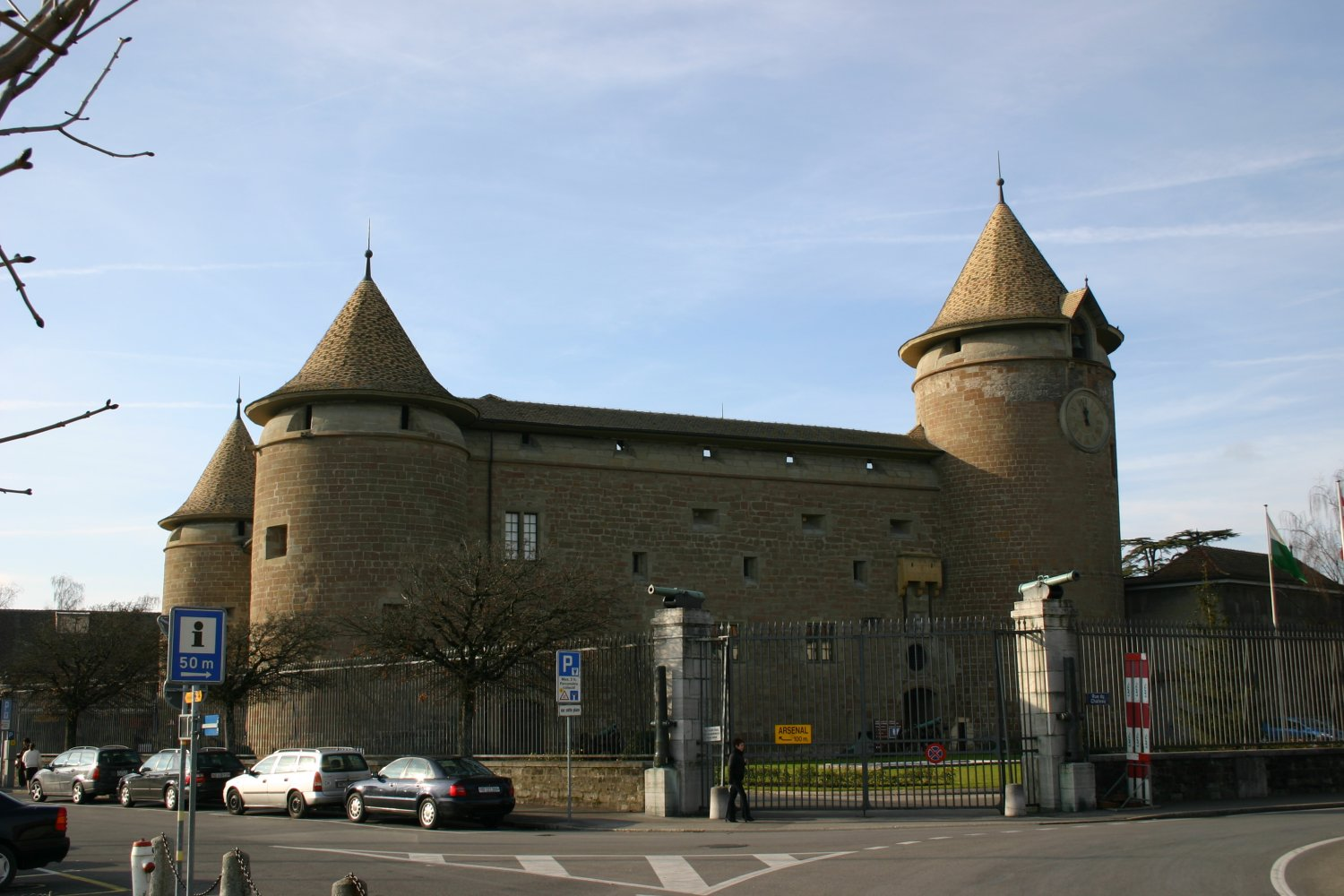
Замок Морж